# ماكسيم شفتشينكو (لاعب كرة قدم)
ماكسيم شفتشينكو (27 مارس 1980 في كازاخستان - ) هو لاعب كرة قدم روسي وكازاخستان في مركز الوسط. شارك مع منتخب كازاخستان لكرة القدم. أما مع النوادي، فقد لعب مع نادي توبول ونادي شاختار قراغندي ونادي كايرات وFC Ile-Saulet ‏ وFC KAMAZ Naberezhnye Chelny ‏ وFC Lada-Tolyatti ‏ وFC Neftekhimik Nizhnekamsk ‏ وFC Chernomorets Novorossiysk ‏ وFC Nosta Novotroitsk ‏ وFC Zhetysu ‏ ونادي كيزيلجار.

## وصلات خارجية
- ماكسيم شفتشينكو على موقع قاعدة بيانات كرة القدم.إي يو (الإنجليزية)
- ماكسيم شفتشينكو على موقع ناشيونال فوتبول تيمز (الإنجليزية)